# Dafallah al-Haj Ali
Dafallah al-Haj Ali Osman (en árabe: دفع الله الحاج علي عثمان; romanización: Dafʻ Allāh al-Ḥājj ʻAlī ʻUthmān) es un diplomático y político sudanés que fue primer ministro interino de Sudán del 30 de abril al 31 de mayo de 2025.

## Biografía
Osman se licenció en la Universidad de Jartum en 1978. Se convirtió en diplomático en la década de 1980 y se desempeñó como embajador de Sudán en Francia (2016-2020), Pakistán y la Santa Sede.
Osman fue Representante Permanente de Sudán ante las Naciones Unidas del 13 de agosto de 2010 al 16 de abril de 2014. Tras el ataque aéreo israelí a la fábrica de municiones de Yarmuk en 2012, Osman llevó el caso ante el Consejo de Seguridad de la ONU. También afirmó que Israel había violado el espacio aéreo sudanés tres veces en los últimos años. Osman afirmó además que Sudán tiene "derecho a reaccionar" y a atacar Israel.
En 2019, Osman solicitó el retiro anticipado, pero regresó tras el golpe de Estado de 2021, asumiendo el cargo de subsecretario del Ministerio de Asuntos Exteriores hasta el 8 de diciembre de 2023. En 2024, fue nombrado embajador de Sudán en Arabia Saudita.
El 30 de abril de 2025, Osman fue nombrado primer ministro interino por el presidente del Consejo de Soberanía de Transición, Abdelfatah al Burhan.